# Dicranolejeunea natalensis
Dicranolejeunea natalensis là một loài Rêu trong họ Lejeuneaceae. Loài này được (Sim) S.W. Arnell mô tả khoa học đầu tiên năm 1961.